# Lasioglossum occidens
Lasioglossum occidens är en biart som först beskrevs av Smith 1873.  Lasioglossum occidens ingår i släktet smalbin, och familjen vägbin. Inga underarter finns listade i Catalogue of Life.